# SK커뮤니케이션즈 (1999~2007년 기업)
에스케이커뮤니케이션즈(주)는 1999년 설립된 대한민국의 인터넷 서비스 기업이다. 1999년 ㈜라이코스코리아로 설립되었다. 2002년 7월 SK텔레콤에 인수 되어 자회사로 편입되었다. 같은 해 11월 14일, 네이트를 운영해온 PC통신사업자 ㈜넷츠고를 흡수합병하며 에스케이커뮤니케이션즈㈜로 상호명을 변경하였다. 2003년 8월, ㈜싸이월드를 흡수 합병하였다. 2006년 3월 1일 온라인 교육기업 이투스그룹을 흡수합병하였다. 같은 해 5월에는 블로그 서비스 이글루스를 온네트로부터 영업양수하였으며 10월, ㈜엠파스와 코난테크놀로지를 인수 하였다. 2007년 11월 2일, ㈜엠파스에 피흡수합병되어 폐업하였다. 합병직후 ㈜엠파스는 에스케이커뮤니케이션즈㈜로 상호명을 변경하였다.

## SK커뮤니케이션즈의 엠파스 주식 인수
2006년 10월 19일에 SK그룹의 계열사인 SK커뮤니케이션즈는 엠파스의 지분 24.4%를 372억원에 인수하기로 합의해서 엠파스의 최대 주주가 되었다. 또한 450억원 규모의 엠파스 전환사채를 인수해 추후 지분이 43%로 늘어나게 된다. 이미 SK커뮤니케이션즈는 네이트와 싸이월드를 운영하고 있던 상태로, 이로써 엠파스도 자회사 중 하나로 편입된다.